# Большая Арать
Большая Арать — село в Гагинском районе Нижегородской области, административный центр Большеаратского сельсовета.
Село расположено на берегах реки Аратки. Основное занятие населения — сельское хозяйство.
В селе находится Спасо-Преображенская церковь, построенная в XIX веке: «Адрес-календарь Нижегородской Епархии» за 1904 год указывает, что каменный храм в селе был построен предположительно в 1876 году. Разрушенная в 30-е годы XX века, церковь восстанавливается с 2011 года.
Между Большой Аратью и Чуфарово располагалась усадьба Михаила Фаддеевича Шимкевича — отца зоолога, ректора Санкт-Петербургского государственного университета В. М. Шимкевича. Усадьба располагалась в лесу, который впоследствии получил название «Шимкев лес».
Издавна село славилось своим базаром, на который по пятницам съезжались люди с окрестных деревень. Базар разворачивался в центре села, на площади напротив церкви. Эта часть села так до сих пор и называется в народе базаром.
В селе Большой Арати находится участковая больница на 60 коек.
Постоянное население составляет 539 чел. (2010 год).